# Mausolée Sayf al-Dîn Bâkharzî
Le mausolée Sayf al-Dîn Bâkharzî est ce qui subsiste d'un vaste complexe cultuel près de la tombe du disciple de Najm al-Dîn Kubrâ, le cheik, poète et théologien Sayf al-Dîn Bâkharzî, qui a vécu dans les années 1190-1262. Il se trouve dans les campagnes de Fatkhabad à l'est de la ville moyenâgeuse de Boukhara en Ouzbékistan.

## Histoire
Tout le quartier de ce mausolée était occupé par la khanqah qui prenait en charge des pauvres gens et des malades grâce aux fonds que lui léguaient les riches par philanthropie. C'est à côté du mausolée Bouyankouli khan, érigé en 1358, qu'a été construit, à la fin du XIVe siècle, ce mausolée Sayf al-Dîn Bâkharzî, à l'emplacement d'un ancien tombeau. Le portail du mausolée, plus tardif,  date probablement du XVIe siècle.
Au milieu du XXe siècle, après le tremblement de terre de 1978, de grandes fissures se sont produites dans le corps du bâtiment et ses dômes ont du être renforcés par des tirants d'acier .

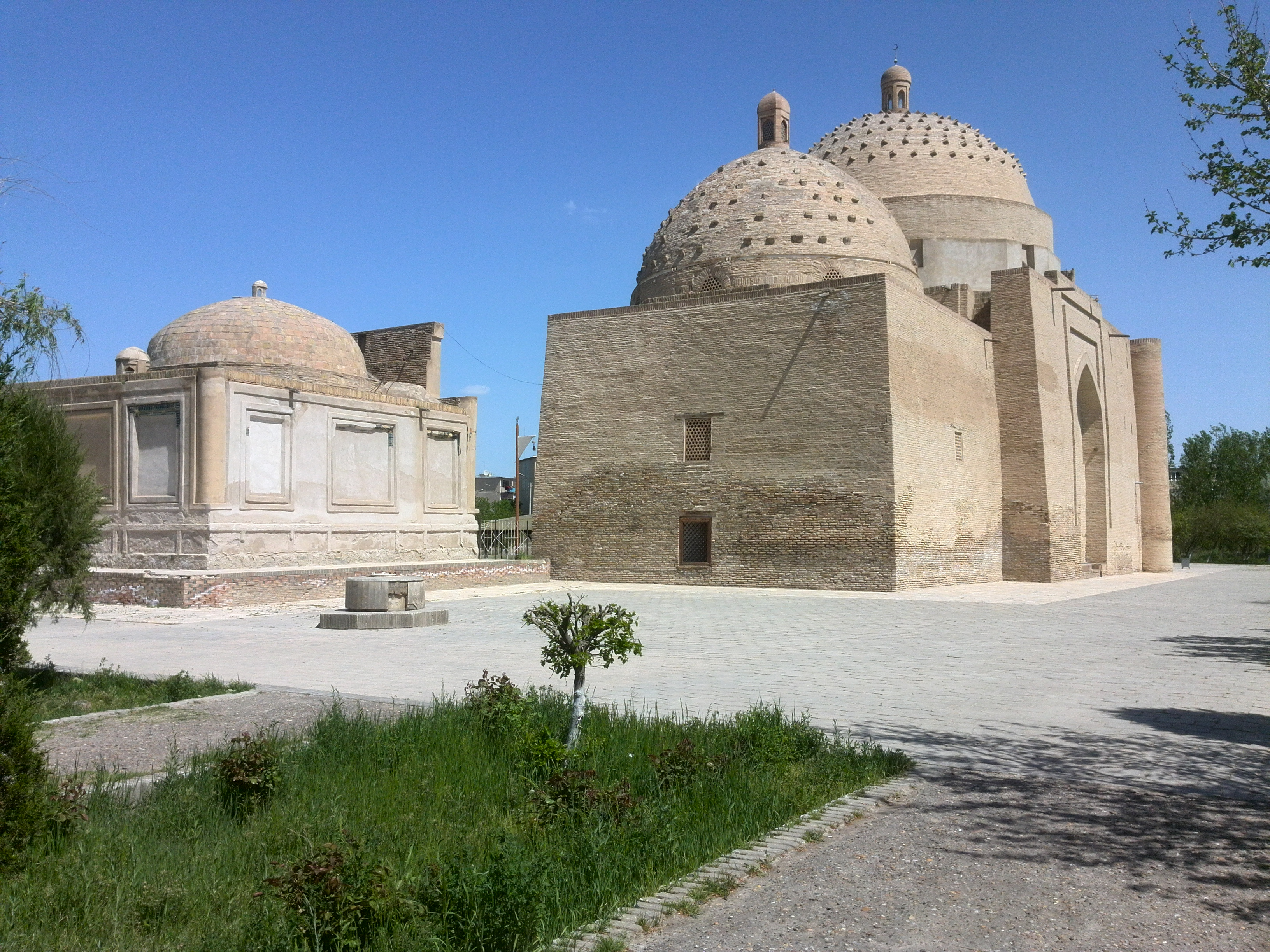
Saif ed-Din Bokharzi mausoleum

## Architecture
Le tombeau est dominé par deux coupoles posées au-dessus du lieu de sépulture, lui-même signalé par une pierre tombale (Gour-Khana), et une chapelle  mosquée  (Ziarat-Khana). Le portail de la mosquée est flanqué de tours. À l'extérieur, au-dessus des plans lisses des murs de briques, se dressent les dômes de formes ovoïdes couverts en partie par des protubérances de briques , caractéristique de la décoration des jardins à Boukhara. La partie supérieure du portail est surmontée d'une rangée de petits arcs. L'ensemble est recouvert de gypse : les murs, les dômes, le portique.
La hauteur totale de l'édifice est de presque deux fois sa largeur soit 12 mètres. L'intérieur du mausolée est éclairé par des fenêtres placées dans les tambours des dômes. 
L'édifice est inscrit dans la liste du patrimoine mondial de l'UNESCO sous le n° 602. 